# Mediolanum Capta Est
Mediolanum Capta Est – album koncertowy blackmetalowej grupy Mayhem zarejestrowany w Mediolanie.

## Lista utworów
| Nr  | Tytuł utworu              | Długość |
| --- | ------------------------- | ------- |
| 1.  | „Silvester Anfang”        | 1:51    |
| 2.  | „Deathcrush”              | 3:31    |
| 3.  | „Fall of Seraphs”         | 6:34    |
| 4.  | „Carnage”                 | 4:42    |
| 5.  | „Necrolust”               | 3:47    |
| 6.  | „Ancient Skin”            | 5:42    |
| 7.  | „Freezing Moon”           | 6:50    |
| 8.  | „Symbols of Bloodswords”  | 4:52    |
| 9.  | „From the Dark Past”      | 5:12    |
| 10. | „Chainsaw Gutsfuck”       | 5:16    |
| 11. | „I Am Thy Labyrinth”      | 6:14    |
| 12. | „Pure Fucking Armageddon” | 1:01    |
|     |                           | 55:32   |

## Twórcy
- Maniac - wokal
- Blasphemer - gitara elektryczna
- Necrobutcher - gitara basowa
- Hellhammer - perkusja
- Attila Csihar - gościnny występ w piosence „From the Dark Past”